# Carex skottsbergiana
Carex skottsbergiana är en halvgräsart som beskrevs av Georg Kükenthal. Carex skottsbergiana ingår i släktet starrar, och familjen halvgräs. Inga underarter finns listade i Catalogue of Life.